# Dicranota asignata
Dicranota (Ludicia) asignata là một loài ruồi trong họ Pediciidae. Chúng phân bố ở vùng Indomalaya.